# Orthostigma dyari
Orthostigma dyari är en stekelart som beskrevs av Fischer 1969. Orthostigma dyari ingår i släktet Orthostigma och familjen bracksteklar. Inga underarter finns listade i Catalogue of Life.